# Русское слово (газета)
«Ру́сское сло́во» — общественно-политическая, экономическая и литературная (без предварительной цензуры) газета Российской империи.

## История
Периодическое печатное издание «Русское слово» издавалось в Москве начиная с 1895 года.
Первым издателем и редактором газеты был А. А. Александров, который ходатайствовал об её открытии по просьбе Ф. Н. Плевако и И. Д. Сытина.
«Русское слово» была самой дешевой газетой среди ежедневных изданий — сначала 4 рубля в год (без доставки), затем — 7 рублей.
В первый года издания, газета имела только около 5 тысяч подписчиков, поэтому дала 30 тысяч рублей убытка; на второй год убыток составил 20 тысяч рублей — пайщики газеты стали отказываться от её финансирования, хотя уже в начале 1896 года Николай II предлагал министру финансов С. Ю. Витте оказать помощь газете. После смерти одного из крупных спонсоров газеты, Д. И. Морозова, император отдал распоряжение выдать Александрову ещё 25 тысяч рублей.
А. А. Александров был вынужден продать право на издание газеты: 28 августа 1897 года был подписан акт продажи газеты за 15 тысяч рублей И. Д. Сытину. Главное управление по делам печати обязало оставить А. Александрова редактором газеты и 3 декабря 1897 года Сытин получил свидетельство на право издания газеты.
Официальным главным редактором газеты с мая 1901 года был зять Сытина Ф. И. Благов. Фактически с 1902 года её редактировал В. М. Дорошевич.
В 1916 году тиражи превысили уровень 700 тысяч экземпляров, а после февраля 1917 года, по свидетельству С. Срединского, тираж достиг рекордного для России показателя — 1 млн 200 тыс.
Редакция газеты находилась в доме на углу Петровки и Рахмановского переулка.
По своему политическому направлению «Русское слово» под редакторством Дорошевича имело прогрессивную ориентацию, поддерживая кадетов и более левые политические силы. .
После Февральской революции 1917 года поддерживала Временное правительство, выступала против большевиков.
К Октябрьской революции 1917 года отнеслась враждебно.
Еженедельно по воскресеньям с 1901 по 1917 год в качестве иллюстрированного приложения к газете  выпускался  журнал «Искры» (иллюстрированный художественно-литературный и юмористический журнал с карикатурами). В мирное время журнал печатал общественные, политические и театральные новости, а также фото чиновников, депутатов и общественных деятелей. Во время русско-японской и Первой мировой войн, журнал публиковал сводки с фронта, военные телеграммы, фоторепортажи, а также фото простых солдат.
Цена журнала вместе с газетой составляла 13 копеек, а отдельно 8 копеек. Подписка на журнал была на год с доставкой 4р. на полгода 2р. 50 копеек, на 3 месяца 1р. 30 копеек, на 1 месяц 60 копеек. С газетой на год 14 рублей. Объявления в журнале давались по цене 80 копеек.
Газета была закрыта постановлением Московского ВРК. С января по 6 июля 1918 года выходила под измененными названиями («Новое слово», «Наше слово»). В июле 1918 года окончательно закрыта.